# سچرنی
سچرنی (به ایتالیایی: Scerni) یک کومونه در ایتالیا است که در استان کییتی واقع شده‌است. سچرنی ۴۱٫۰۵ کیلومتر مربع مساحت و ۳٬۵۷۸ نفر جمعیت دارد و ۲۸۱ متر بالاتر از سطح دریا واقع شده‌است.

## نگارخانه

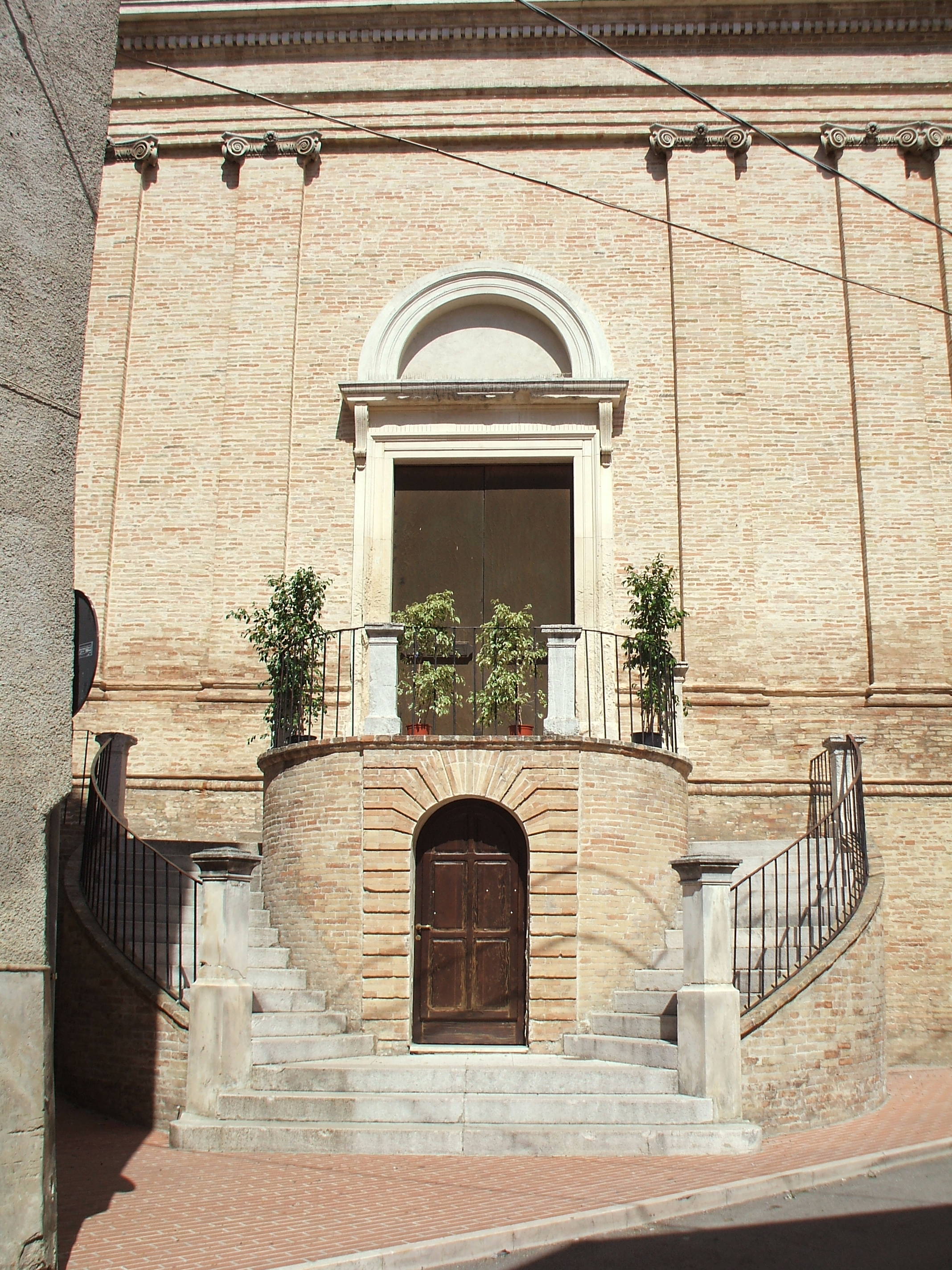
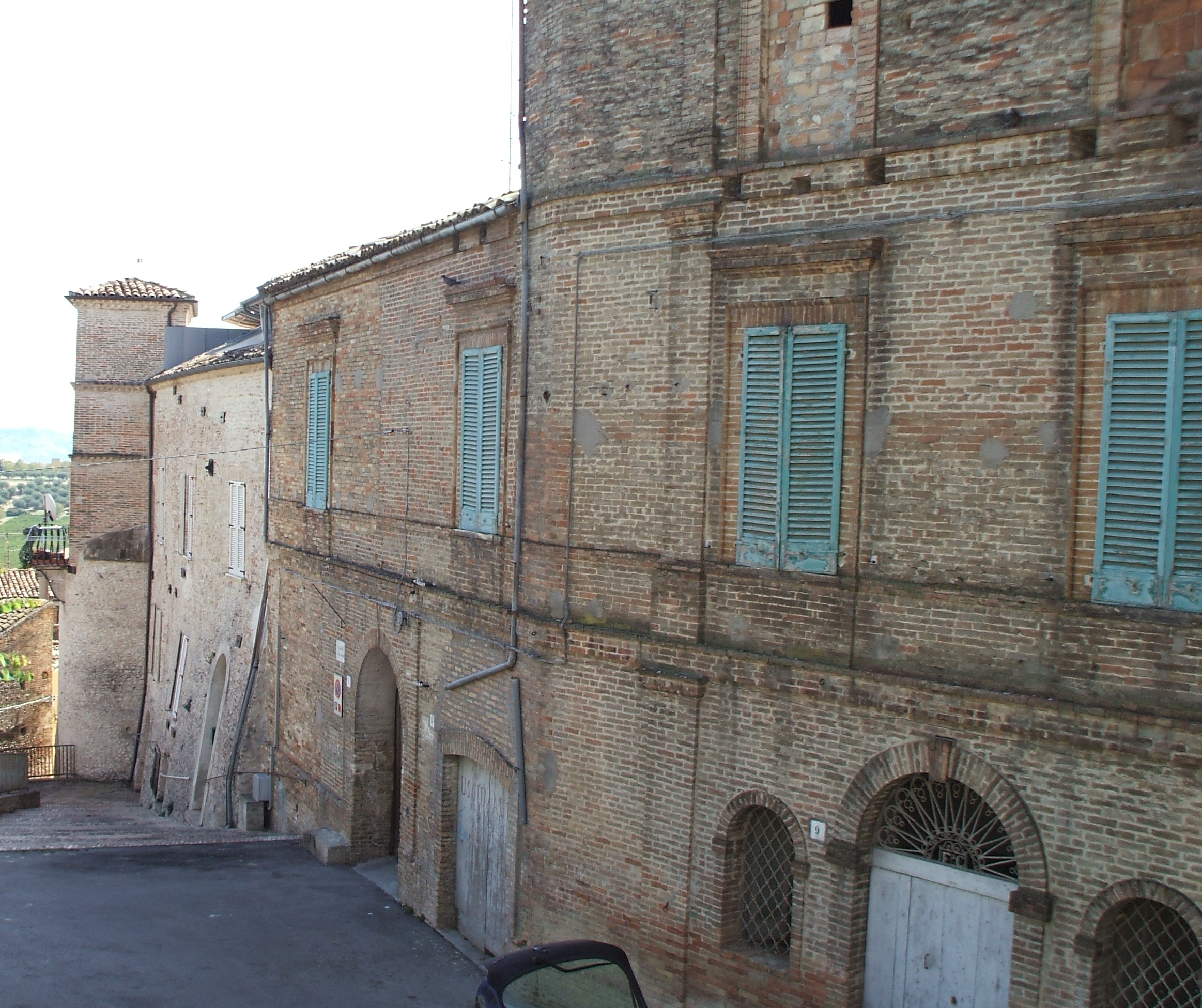